# Helionidia allaeri
Helionidia allaeri är en insektsart som beskrevs av Irena Dworakowska 1981. Helionidia allaeri ingår i släktet Helionidia och familjen dvärgstritar. Inga underarter finns listade i Catalogue of Life.